# Municipio de Chester (Nueva Jersey)
El municipio de Chester (en inglés: Chester Township) es un municipio ubicado en el condado de Morris en el estado estadounidense de Nueva Jersey. En el año 2010 tenía una población de 7,838 habitantes y una densidad poblacional de 323.8 personas por km².

## Geografía
El municipio de Chester se encuentra ubicado en las coordenadas 40°46′51″N 74°41′10″O / 40.78083, -74.68611.

## Demografía
Según la Oficina del Censo en 2000 los ingresos medios por hogar en el municipio eran de $117,298 y los ingresos medios por familia eran $133,586. Los hombres tenían unos ingresos medios de $91,841 frente a los $52,076 para las mujeres. La renta per cápita para la localidad era de $55,353. Alrededor del 2.3% de la población estaba por debajo del umbral de pobreza.